# British Journal of Social Psychology
British Journal of Social Psychology er et engelsk-sproget videnskabeligt tidsskrift.
Det udgives fire gange årligt af British Psychological Society med videnskabelige artikler indenfor socialpsykologien.